# Franzpetrakia okudairae
Franzpetrakia okudairae är en svampart som först beskrevs av Kingo Miyabe, och fick sitt nu gällande namn av L. Guo, Vánky & Mordue 1990. Franzpetrakia okudairae ingår i släktet Franzpetrakia och familjen Ustilaginaceae.   Inga underarter finns listade i Catalogue of Life.